# 술레만 디아와라
술레만 디아와라(프랑스어: Souleymane Diawara, 1978년 12월 24일, ~ )는 세네갈의 전 축구 선수이다.

## 경력
디아와라는 리그 1의 르아브르 AC에서 5시즌 중 2시즌을 강등당하기 전까지 있었다. 그는 리그 2에서의 3년 후인 2003년, FC 소쇼 몽벨리아르로 이적하였다.
2002년 11월 19일, 그는 남아프리카 공화국과의 친선 경기에서 세네갈 축구 국가대표팀 데뷔를 하였다.
2006년, 그는 찰턴 애슬레틱 FC으로 이적하였다. 이듬해, 그는 FC 지롱댕 드 보르도에 합류하여 마크 플라뉘스와 1쌍이 되며, 중앙 수비를 보강하였다. 디아와라는 2006년 8월에 코트디부아르와의 친선경기를 앞두고 징계로 인해 명단에 제외되었다.
2009년 7월, 그는 올랭피크 드 마르세유와 계약을 체결하였다. 이적료는 €7M으로 책정되었다. 8월 8일, 그는 그르노블 푸트 38과의 경기에서 마르세유 소속으로 첫 출전하였고, 마르세유는 2-0 승리를 거두었다.
2011년 4월 23일, 마르세유는 쿠프 드 라 리그 2연패를 거두었다. 술레만 디아와라는 그에 따라, 이 대회에서 4번의 우승을 거두어, 선수로써는 이 부문 최다 우승 기록을 세웠다.

## 수상

### 클럽
FC 소쇼 몽벨리아르
- 쿠프 드 라 리그: 2004

FC 지롱댕 드 보르도
- 리그 1: 2008-09
- 쿠프 드 라 리그: 2009
- 트로페 데 샹피옹: 2009

올랭피크 드 마르세유
- 리그 1: 2009–10
- 쿠프 드 라 리그: 2010, 2011
- 트로페 데 샹피옹: 2010, 2011